# Bacalhau do Batata
Bacalhau do Batata é um bloco de carnaval que sai pelas ladeiras de Olinda arrastando uma multidão de foliões na quarta-feira de cinzas. O bloco, cujo estandarte é um bacalhau, juntamente com outros ingredientes culinários, foi criado por um garçom, chamado Batata, que trabalhava durante todo o Carnaval e não podia brincar devido o emprego e por isso criou o bloco para sair na quarta-feira de cinzas.

## Histórico

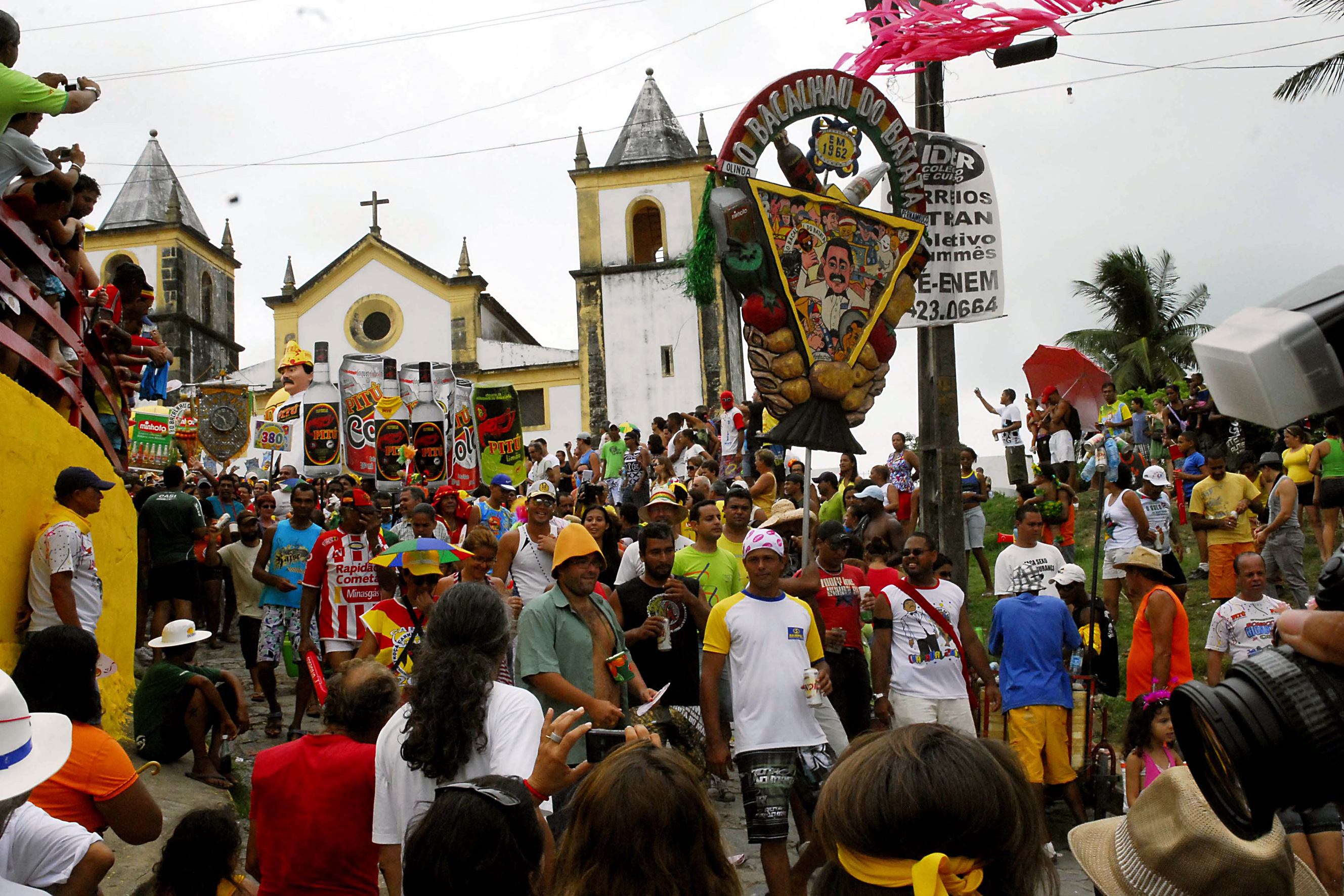
Bacalhau do Batata no Carnaval de 2010 - Foto: Antonio Cruz/Agência Brasil

A tradição do Bacalhau do Batata teve origem ainda em 1962, quando o garçom Isaías Pereira da Silva (falecido em 1993), e apelidado como Batata,  organizou na quarta-feira de cinzas, um bloco carnavalesco destinado àqueles que, por trabalharem durante o período de festas momescas, deixavam de brincar o Carnaval.
A saída do bloco está prevista para as 9h30. O percurso do desfile segue a tradição: ladeira da Sé, Rua do Bonfim, Quatro Cantos, Ribeira, Varadouro, Largo do Amparo, com o retorno sendo feito no bairro do Carmo. A festa fica por conta com umas das melhores orquestra de frevo de olinda e a presença ilustre do boneco gigante que representa o falecido Batata, garçon que idealizou o bloco. Com o passar dos anos, mais blocos e foliões foram aderindo e o carnaval, oficialmente encerrando-se na madrugada da terça para a quarta-feira, acabou sendo estendido.
Em 2007 a Escola de samba Imperatriz Leopoldinense, do Rio de Janeiro, homeageou com uma ala o Bacalhau do Batata, com referência ainda no seu samba-enredo: "E o Bacalhau do Batata na bandeja pra massa / Até o dia clarear..." O garçom Isaías foi destaque, representado por Irênio Dias. Ao todo, catorze fantasias diferentes representaram o bloco pernambucano, sendo que a Ala dos Compositores da Escola desfilou vestida de garçom.